# Министерство юстиции Исландии
Министерство юстиции Исландии (исл. Dómsmálaráðuneytið) является одним из министерств Исландии. Создано 1 мая 2017 года.
Ведомство ранее известно было как Министерство юстиции и по делам церкви. В 2009 году создано Министерство юстиции и прав человека Исландии. Министерство юстиции и прав человека Исландии с 1 января 2011 года было объединено с Министерством транспорта и местного самоуправления, чтобы сформировать новое Министерство внутренних дел Исландии. Министерство юстиции и Министерство транспорта и местного самоуправления Исландии заменили Министерство внутренних дел с 1 мая 2017 года.